# Хитрий Панько і інші оповідання
«Хитрий Панько і інші оповідання» — збірка оповідань Леся Мартовича.

## Історія видання
Видруковано у Львові накладом Українсько-руської видавничої спілки в 1903 році. Третя, за ліком, збірка покутського автора складалася з 8 оповідань на 109 сторінках. Для Українсько-руської видавничої спілки то була Серія І. №56.

## Зміст
- Хитрий Панько.
- Квіт на п'ятку.
- Ось – поси моє.
- Зле діло.
- Кадріль.
- Іван Рило.
- Лумера.
- Війт.